# Замойские
Замойские (Zamoyski, мн. Zamoyscy) — польский графский род, игравший важную роль в польской истории и культуре.

## Старшая ветвь
Некий Фома Лазнинский, герба Елита, в начале XV века приобрёл вотчину Старое Замостье; по названию этого родового имения его сыновья стали записываться в документах как Замойские.
Его правнук Станислав (1519—1572), каштелян холмский, был первым сенатором в этой фамилии. Сын Станислава — канцлер и гетман Ян Замойский — остался в истории как один из архитекторов польского величия. На землях своей ординации он выстроил идеальный ренессансный город — Замосць.
Прямое потомство канцлера угасло в XVII веке на внуке его, Яне Младшем, не оставившем детей от брака с будущей королевой Марысенькой. Единственная его сестра, Гризельда, состояла в браке с Иеремией Вишневецким; их сыном был польский король Михаил Корибут Вишневецкий.

## Младшая ветвь
Оставшиеся графы Замойские происходят от четвероюродного брата гетмана Яна, каштеляна холмского, именем также Яна. Его потомки до самого раздела Речи Посполитой занимали важнейшие государственные должности. Среди них известны, в частности, великий коронный канцлер Анджей Замойский (1716-92), внуки его Анджей Артур (1800-74) и Владислав Замойские (1803-68) — видные деятели польской эмиграции, а также внук последнего, Маурицы Замойский (1871—1939), 15-й ординат на Замостье, министр иностранных дел в 1924 году.

## Описание герба
В щите расчетверённом накинут щиток, в красном поле которого три золотых копья звездообразно, среднее острием вниз. В полях щита голубых и золотых накрест, в первом: золотой лев влево, а в четвёртом такой же лев вправо; во втором же и третьем по каменной башне.
Щит накрыт графской короной, над которой четыре шлема с золотыми решетками и такими же медалями на золотых цепях, все увенчанные дворянскими коронами. В нашлемниках, первом: золотой лев выходящий влево; втором: три золотых копья, как в щитке, между двух буйволовых рогов; третьем: серый козел, выходящий вправо, а четвёртом — чёрный орел. Намет от двух средних шлемов красный, а от крайних голубой, с золотым подбоем. В опорах два витязя, опирающиеся на золотые копья, в броне и шлемах украшенных красными, желтыми и голубыми перьями.

## Замойские герба Гржимала
Существовал также род Замойских герба Гржимала, из которого происходил Ян Замойский, архиепископ Львовский (умер в 1611), бывший послом в Риме, Константинополе и Вене, известный своим столкновением с примасом уханским на сейме для избрания преемника Сигизмунду-Августу. Этот род пресекся в конце XVII века.

## Источник
- Замойские // Энциклопедический словарь Брокгауза и Ефрона : в 86 т. (82 т. и 4 доп.). — СПб., 1890—1907.
- Долгоруков П. В. Российская родословная книга. — СПб.: Тип. Э. Веймара, 1856. — Т. 3. — С. 128.